# Strada statale 67 Tosco-Romagnola
La strada statale 67 Tosco-Romagnola (SS 67) è una strada statale italiana che collega Pisa con Marina di Ravenna. È uno dei collegamenti più importanti tra la Toscana e l'Emilia-Romagna. Nel tratto in provincia di Pisa è denominata strada provinciale 67 Tosco-Romagnola dal km 0+000 al km 4+500, e strada provinciale 67 SRT Tosco-Romagnola dal km 4+500 a Fornacette di Calcinaia.

## Percorso

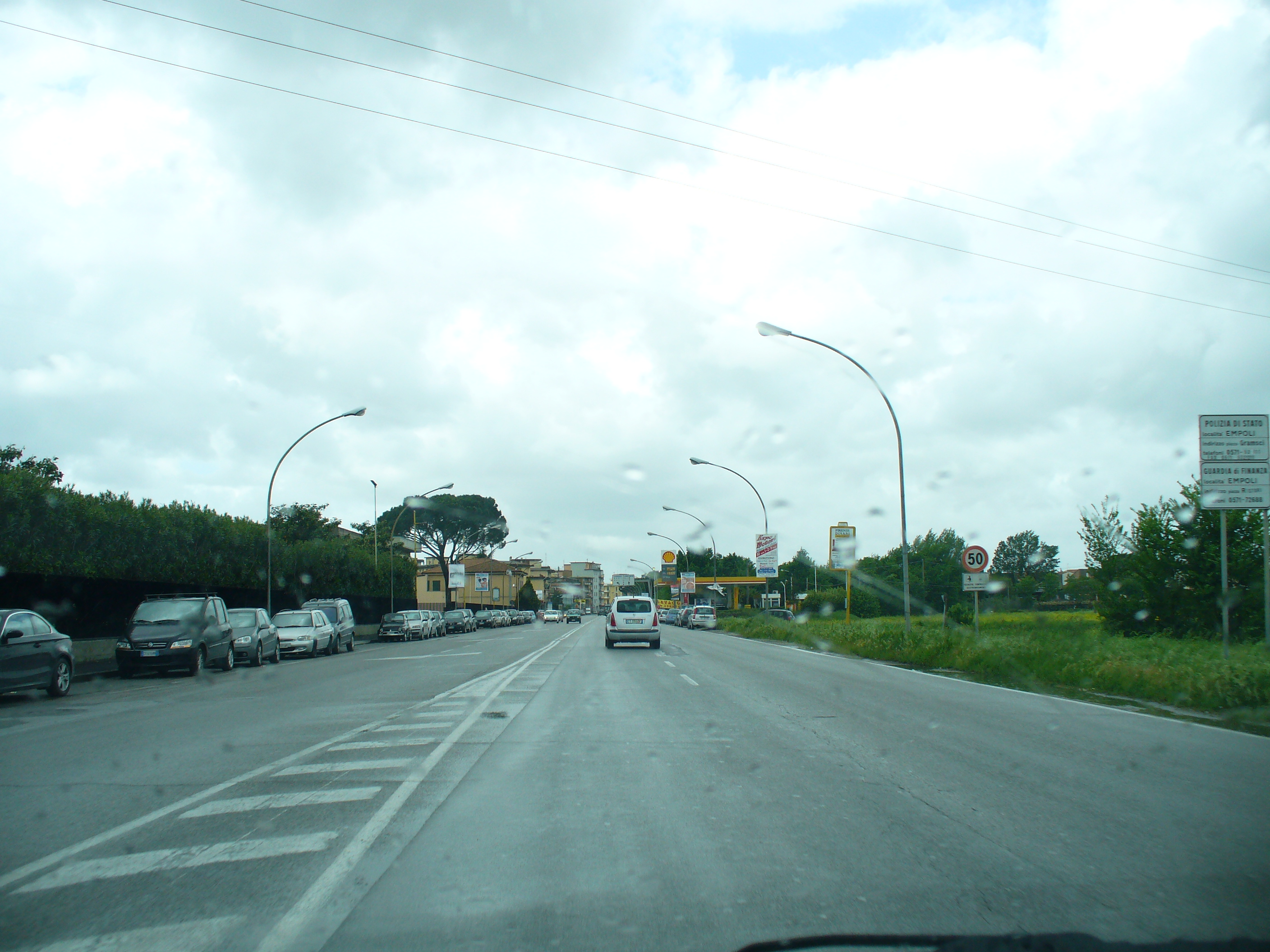
La SS 67 Tosco-Romagnola ad Empoli (FI).

La strada inizia a Pisa dalla periferia sud della città. Attraversa i comuni di Cascina, Calcinaia, Pontedera, Montopoli in Val d'Arno, San Miniato, prosegue fino a Empoli, Montelupo Fiorentino (iniziando a costeggiare il Fiume Arno), Lastra a Signa (dove attraversando il Ponte a Signa ci si immette nell'ex strada statale 325 di Val di Setta e Val di Bisenzio) e Scandicci; entra a Firenze e l'attraversa da ovest a est, toccando poi i comuni di Pontassieve, Pelago, Rufina, Dicomano e San Godenzo.
All'altezza della frazione Cavallino del comune di San Godenzo ci si può immettere nella ex strada statale 9 ter «del Rabbi». Proseguendo dopo il Passo del Muraglione, entra poi in Emilia-Romagna, dove attraversa i comuni di Portico e San Benedetto, Rocca San Casciano, Dovadola, Castrocaro Terme e Terra del Sole, Forlì e Ravenna terminando nella zona portuale della città.
In seguito al decreto legislativo n. 112 del 1998, dal 2001, la gestione del tratto Pisa - Fornacette è passata dall'ANAS alla Regione Toscana, che ha ulteriormente devoluto le competenze alla Provincia di Pisa.

## Progetto di ammodernamento Dicomano - Castrocaro
L'ANAS agli inizi degli anni ottanta creò un piano strategico di intervento, denominato "Piano decennale della Viabilità di Grande Comunicazione e di riassetto del settore autostradale", formalizzato con la Legge del 12 agosto 1982. La statale 67 fu inserita nella sua totalità nella viabilità di grande comunicazione, ed in particolare nel Piano Decennale (DM 4 giugno 1986) fu previsto l'ammodernamento del tratto Rocca San Casciano - Castrocaro, a propria volta diviso in due stralci, onde facilitarne il finanziamento.
In data 2 luglio 1988, preso atto degli appaltati lavori del primo stralcio, fra Castrocaro e la località Fondi di Dovadola, fu conferito alla società SPEA l'incarico di redigere un progetto di massima dell'ammodernamento della strada fra Dicomano e Rocca San Casciano, con l'attraversamento del valico in galleria, e un progetto esecutivo del tratto San Benedetto e Rocca. Quest'ultimo progetto, ottenuto parere tecnico favorevole dall'ANAS, e approvato dai Comuni interessati, è rimasto sulla carta, per mancanza di possibilità di finanziamento.
A oggi, salvo alcune piccole opere di consolidamento e miglioramento, l'unico tratto ammodernato è quello fra la località Fondi di Dovadola e Castrocaro, lungo cinque chilometri, al termine del quale si innesta la variante di Castrocaro e di Terra del Sole, realizzata negli anni settanta.

## Infrastrutture tranviarie
Dal 1881 al 1953 la strada fu interessata dalla presenza della tranvia a vapore che collegava Pisa con Pontedera e, attraverso una diramazione che si distaccava in località Navacchio, con Caprona e Calci. Il percorso della tranvia si svolgeva totalmente in sede promiscua, non presentando peraltro significative difficoltà in considerazione del modesto traffico stradale dell'epoca. Dal 1881 al 1921 incontrava invece all'altezza della frazione di Ponte a Signa prima, e a partire dal 1895 dopo il prolungamento Porto di Mezzo, la Tranvia Firenze-Signa nel comune di Lastra a Signa. 
Sul versante romagnolo, fra il 1883 e il 1929, la strada fu interessata dalla presenza della Tranvia Forlì-Ravenna, linea interurbana tranviaria a vapore.